# Salmo 113
Il salmo 113 (112 secondo la numerazione greca) costituisce il centotredicesimo capitolo del Libro dei salmi.

## Musica
Poiché questo salmo era cantato nei Vespri maggiori, iniziando con le parole Laudate pueri, è stato musicato da moltissimi compositori.
Claudio Monteverdi lo incluse nel Vespro della Beata Vergine, pubblicato nel 1610. Mozart lo musicò nei suoi due vespri, i Vesperae solemnes de Dominica, K. 321, e i Vesperae solennes de confessore, K. 339.
Fu anche musicato separatamente dai Vespri, ad esempio da Antonio Vivaldi, RV 600–603. Händel lo mise in musica due volte, una prima volta in fa maggiore, che è il suo primo autografo esistente, forse scritto nel 1701/02 a Halle, HWV 236, e una seconda volta in re maggiore a Roma nel 1707, HWV 237. Nel 1830, Mendelssohn utilizzò il testo del salmo per uno dei 3 Mottetti per coro femminile e organo, Op. 39, No. 2.
Nel 1863, Anton Bruckner musicò il salmo in tedesco, Salmo 112 Alleluja! Lobet den Herrn, ihr Diener, WAB 35.

## Metodo retorico
Secondo l'analisi condotta col metodo retorico, la risposta alla domanda "Chi è come il Signore?" sarebbe "il povero", poiché ad entrambi (ai versi 4 e 7) è riferito il verbo "è esaltato".